# شهرستان تگزاس (میزوری)
شهرستان تگزاس، میزوری (به انگلیسی: Texas County, Missouri) یک سکونتگاه مسکونی در ایالات متحده آمریکا است که در میزوری واقع شده‌است.